# Казімеж Чарнецький (важкоатлет)
Казімеж Чарнецький (пол. Kazimierz Czarnecki, 5 березня 1948) — польський важкоатлет.
Бронзовий призер Олімпійських Ігор 1976 року в легкій вазі.